# Verschobene Pareto-Verteilung
Die verschobene Pareto-Verteilung, auch Lomax-Verteilung genannt, ist eine in der mathematischen Statistik betrachtete Wahrscheinlichkeitsverteilung, die besonders zur Modellierung von Großschäden geeignet ist, insbesondere bei Industrie- und Rückversicherungen. Mathematisch handelt es sich hierbei um eine Pareto-Verteilung, deren Verteilungskurve um einen festen Parameterwert verschoben ist, woraus sich der Name dieser Verteilung ableitet.

## Definition
Eine stetige Zufallsvariable {\displaystyle X} genügt der verschobenen Pareto-Verteilung {\displaystyle \operatorname {Par^{\star }} (a,b)} mit den Parametern {\displaystyle a>0} und {\displaystyle b>0}, wenn sie die Wahrscheinlichkeitsdichte
{\displaystyle f(x)={\begin{cases}ab(1+bx)^{-(a+1)}&x\geq 0\\0&x<0.\end{cases}}}
besitzt. Hierbei ist {\displaystyle {\frac {1}{b}}} ein Skalenparameter der Verteilung.

## Eigenschaften

### Verteilungsfunktion
Die Verteilungsfunktion ist für {\displaystyle x\geq 0} gegeben durch
{\displaystyle F(x)=P(X\leq x)=1-(1+bx)^{-a}}.
Insbesondere gilt damit für die Überlebensfunktion: {\displaystyle P(X>x)=1-F(x)=(1+bx)^{-a}}.

### Erwartungswert
Der Erwartungswert ergibt sich zu:
{\displaystyle \operatorname {E} (X)={\frac {1}{b(a-1)}}.}

### Varianz
Die Varianz ist angebbar als
{\displaystyle \operatorname {Var} (X)={\frac {1}{b^{2}}}\left({\frac {a}{a-2}}-{\frac {a^{2}}{(a-1)^{2}}}\right)={\frac {a}{b^{2}(a-1)^{2}(a-2)}}.}

### Standardabweichung
Aus Erwartungswert und Varianz ergibt sich die Standardabweichung
{\displaystyle \sigma (X)={\sqrt {{\frac {1}{b^{2}}}\left({\frac {a}{a-2}}-{\frac {a^{2}}{(a-1)^{2}}}\right)}}={\frac {1}{b(a-1)}}{\sqrt {\frac {a}{a-2}}}.}

### Variationskoeffizient
Aus Erwartungswert und Varianz erhält man den Variationskoeffizienten
{\displaystyle \operatorname {VarK} (X)={\sqrt {\frac {a}{a-2}}}.}

### Schiefe
Für die Schiefe resultiert
{\displaystyle \operatorname {v} (X)={\frac {\displaystyle {\frac {a}{a-3}}-3{\frac {a^{2}}{(a-2)(a-1)}}+2{\frac {a^{3}}{(a-1)^{3}}}}{\displaystyle \left({\frac {a}{a-2}}-{\frac {a^{2}}{(a-1)^{2}}}\right)^{\frac {3}{2}}}}.}

### Charakteristische Funktion
Die charakteristische Funktion ist für die verschobene Pareto-Verteilung nicht in geschlossener Form angebbar.

### Momenterzeugende Funktion
Die momenterzeugende Funktion ist für die verschobene Pareto-Verteilung nicht in geschlossener Form angebbar.